# Radical Faeries
Radical Faeries (na engleskom: Radikalne vile) je slabo povezana svjetska mreža i kontrakulturni pokret koji pokušava redefinirati queer svijest kroz sekularnu duhovnost. Pokret koji se ponekad smatra oblikom modernog poganstva, također prihvaća elemente anarhizma i okolišnog aktivizma.
Odbijajući hetero-imitaciju, pokret Radical Faeries pokrenut je 1970-ih, tijekom seksualne revolucije među homoseksualacima u SAD-u. Pokret se proširio u tandemu s većim pokretom za gej prava, odbijajući komercijalizaciju i patrijarhalne aspekte modernog LGBTQ+ života, slaveći eklektične konstrukcije i rituale. Faeries imaju tendenciju biti žestoko neovisni, usmjereni protiv establišmenta i usredotočeni na zajednicu.
Pokret Radical Faerie osnovali su u Kaliforniji 1979. gay aktivisti Harry Hay i Don Kilhefner Pod utjecajem naslijeđa kontrakulture šezdesetih godina, održali su prvu duhovnu konferenciju za Radical Faeries u Arizoni u rujnu 1979. Odatle su se formirali razni regionalni vilinski krugovi i organizirana druga velika seoska okupljanja. Iako su se Kilhefner i kasniji, glavni član, Mitch Walker, odvojili od Haya 1980. godine, pokret je nastavio rasti, proširivši se u međunarodnu mrežu ubrzo nakon drugog okupljanja Faeriesa 1980.
Danas Radical Faeries utjelovljuju širok raspon spolova, seksualnih orijentacija i identiteta. Svetišta i okupljanja uglavnom su otvorena za sve, iako se nekoliko okupljanja i dalje fokusira na određeno duhovno iskustvo muškaraca koji vole muškarce i koji zajedno stvaraju privremene autonomne zone. Vilinska svetišta prilagođavaju ruralni život i ekološki održive načine korištenja modernih tehnologija kao dio kreativnog izražavanja. Radikalne vilinske zajednice ponekad su nadahnute autohtonim, autohtonim ili tradicionalnim duhovnostima, posebno onima koje uključuju senzibilitet prema rodnom identitetu.

## Filozofija i rituali
"Mi smo ekvivalent šamana u modernoj kulturi", rekao je Peter Soderberg tijekom intervjua na 'Okupljanju paganskog duha' 1985. godine. "Mnogi homoseksualci žele biti Amerikanci srednje klase. Žele biti poštovani kao ljudi i žele da njihova seksualnost bude zanemarena. Ali radikalne vile spremne su živjeti na rubu. Smatramo da u našoj seksualnosti ima snage. Vi znam da tamo postoji moć jer nas se naša kultura toliko boji."

Hayev biograf Stuart Timmons opisao je Faeries kao "mješavinu političke alternative, kontrakulture i duhovnog pokreta". Peter Hennan ustvrdio je da su Faeries sadržavali elemente "marksizma, feminizma, poganstva, indijanske duhovnosti i duhovnosti New Agea, anarhizma, mitopoetskog muškog pokreta, radikalnog individualizma, terapijske kulture samoispunjenja i samoaktualizacije, ekološki pokreti u znak podrške održivim zajednicama, duhovna svečanost, zajedno sa senzibilnošću logora, homoseksualnim oslobađanjem i draga."
Pokret Radical Faerie bio je reakcija protiv društvene praznine za koju su mnogi homoseksualci smatrali da je prisutna i u heteroseksualnom establišmentu i u asimilacijskoj gay zajednici. Kao što je komentirao jedan Faerie, prema njegovom mišljenju mainstream gay kultura bila je "ugnjetavajuća parodija na heteroseksualnu kulturu", koja se odvijala prvenstveno u barovima i nije poticala ljude da "stvaraju veze ili brinu jedni za druge". Suprotno tome, vile "žive svoju seksualnost na način koji je vrlo povezan sa zemljom".
Vile predstavljaju prvi duhovni pokret koji je "usredotočen na gejeve i generiran od gejeva", gdje je gej-stvo središnje mjesto u ideji, a ne kao dodatak ili slučajno u već postojećoj duhovnoj tradiciji. Njihovo iskorištavanje "homoseksualnog duha" je središnje i samo po sebi izvor duhovnosti, mudrosti i inicijacije. Mitch Walker tvrdi da "zbog svoje autohtone, homoseksualno usmjerene prirode, pokret Radical Faeries uvodi novu ozbiljnost gejstva, njegove dubine i potencijala, najavljujući time novu fazu u značenju Gay Liberation".
U skladu s hipi, neopaganskim i ekofeminističkim trendovima toga doba, okupljanja su se održavala na otvorenom, u prirodnim uvjetima. U tu svrhu, zasebne radikalne vilinske zajednice stvorile su svetišta koja su "blizu zemlje".

## Osnivanje: 1978. – 79.
Pokret Radical Faerie osnovali su Harry Hay i Don Kilhefner u Don Kilhefnerovom stanu u Los Angelesu. Hay je bio veteran aktivizma za homoseksualna prava, dugogodišnji aktivist u Komunističkoj partiji SAD-a prije nego što je postao osnivač društva Mattachine 1950. godine. Nakon što je javno izložen kao marksist 1953. godine, Hay je odustao od čelne pozicije u Društvu, malo prije nego što su konzervativni članovi prisilili ostale osnivače na ostavku. Kilhefner je bio glavni član podružnice Gay Liberation Fronta (GLF) u Los Angelesu, a potom je osnovao Los Angeles LGBT centar koji je danas najveći na svijetu. Prepoznajući vrijednost istraživanja sličnih vilama, Kilhefner je bio domaćin radionica pod nazivom "Gay Voices and Visions" u razdoblju od 1975. do 1981. godine. Walker je 1990. izjavio da je ideja o duhovnoj konferenciji za istraživanje homoseksualne svijesti proizašla iz njihovog duboko nadahnutog sastanka kad se Mitch odvezao u pustinju da ga posjeti. Walker je kasnije postao kontroverzna figura zbog svoje strasne predanosti poštovanju onoga što je vidio kao sveti duh homoseksualnosti koji je zastrašivao mnoge ljude. Kilhefner se složio s Walkerom oko osobnosti Harryja Haya koji ilustrira neuspjeh u rješavanju problema nesvjesne moći, a njih dvoje su osnovali Treeroots posebno za rješavanje takvih pitanja u novom organizacijskom naporu. Koreni drveta do danas nastavljaju sponzorirati događaje. Kilhefner je dao otkaz iz Treerootsa krajem 1980-ih jer se nije složio s Walkerovim inzistiranjem da organizatori iskreno rješavaju međusobne probleme, dok je Kilhefner bio uporan u tome da svoja pitanja drži privatnim.
Odgojen u zajednicu amiša-menonita, Kilhefner je studirao na Sveučilištu Howard gdje se pridružio anti-ratnom pokretu i Studentskom nenasilnom koordinacijskom odboru. Nakon studija, proveo je vrijeme u Etiopiji s Mirovnim korpusom prije nego što se pridružio Stranci mira i slobode i postao vodeća osoba u GLF-u od 1969. do 1971. Kako je GLF evoluirao u LA Gay Community Services Center, Kilhefner je postao njegov prvi izvršni direktor. Kako je rastao, tražio je potporu bogatih homoseksualaca da financiraju njegov socijalni rad i odnose s javnošću, s tim da je Kilhefner bio zabrinut zbog njegovog sve asimilacijskog stava i uzimao dopust 1976. Povukao se u resort kojim je upravljao Baba Ram Dass, gdje je započeo poduži razgovor s Hayem u svibnju 1978.
Kilhefner je 2019. izjavio da su radikalne vile proizašle iz razgovora između Harryja i njega počevši od 1973. o "tijeku pokreta za oslobađanje gejeva i onome što je nedostajalo". Nastavlja da je "intelektualni i duhovni temelj proizašao iz radionica [kojima je] bio domaćin u razdoblju 1975. – 1981. pod nazivom Gay Voices and Visions".
U jesen 1978. terapeutkinja Betty Berzon pozvala je Haya, Walkera, Burnsidea i Kilhefnera da vode radionicu na temu "Nova otkrića u prirodi u vezi načina percipiranja homoseksualne svijesti" na godišnjoj konferenciji Gay Academic Union, održanoj na Sveučilištu Southern Kalifornija u Los Angelesu. Ovaj je događaj uvjerio Haya i njegovog partnera Johna Burnsidea da trebaju napustiti svoj dom u Novom Meksiku i preseliti se u Los Angeles, gdje su se smjestili u kuću iz 1920-ih na istočnom rubu Hollywooda. Njih su četvero tada odlučili organizirati konferenciju na otvorenom na kojoj bi mogli razgovarati s drugim homoseksualcima o idejama vezanim za homoseksualnu svijest i duhovnost. Kilhefner je prepoznao idealno mjesto iz oglasa u časopisu The Advocate; Sri Ram Ashram bio je homoseksualno duhovno utočište u pustinji blizu Bensona u Arizoni, u vlasništvu Amerikanca po imenu Swami Bill. Hay, Walker, Burnside i Kilhefner posjetili su ga kako bi provjerili prikladnost, i premda Hay nije volio Billa i nije želio koristiti stranicu, Kilhefner je inzistirao.

"Bilo je lijepo vidjeti toliko ljudi koji se odijevaju, odbacuju tjeskobe i strahove i nalaze se među prijateljima koji su razmišljali kao i oni. U blizini nije bilo nikoga osim homoseksualaca. Mi smo bili društvo. Nismo se sastajali u zgradi izvan koje su bili heteroseksualci. Mi smo bili društvo i počeli smo iskušavati kako je to biti većina i donositi pravila."

Njihova konferencija, zakazana za praznik rada 1979., trebala bi se nazvati "Duhovna konferencija za radikalne vile",  s tim što je Hay skovao izraz "radikalna vila". Pojam "radikalne" odabran je kako bi odražavao i političku krajnost i ideju "korijena" ili "suštine", dok je izraz "vila" odabran u odnosu na besmrtne animističke duhove europskog folklora i na činjenicu da "vila" "postao pejorativni žargonski izraz za homoseksualce. U početku je Hay odbacio izraz "pokret" kada je raspravljao o radikalnim farama, smatrajući da je to "način života" za homoseksualne muškarce, i počeo ga je nazivati "ne-pokretom". U organizaciji događaja, Hay se bavio političkim pitanjima, Burnside logistikom i mehanikom, Kilhefner proračunskom i administrativnom stranom, a Walker je trebao biti njezin duhovni vođa. Letak, koji je napisao Kilhefner, oglašava događaj, objavljen je i proglasio da je homoseksualcima mjesto u "promjeni paradigme" New Agea, a zajedno s Hayom citirao je Marka Satina i Aleistera Crowleyja; ti su letci poslani u gay i ljevičarske knjižare, kao i u homoseksualne zajednice i trgovine zdrave hrane.
Oko 220 ljudi pojavilo se na događaju, unatoč činjenici da je Ašram mogao primiti samo oko 75. Hay je održao pozdravni govor u kojem je izložio svoje ideje u vezi sa subjekt-SUBJEKT sviješću, pozivajući okupljene da "bace ružnu zelenu žablju kožu hetero-imitacije kako bi ispod pronašli sjajnog vilinskog princa". Umjesto da se nazivaju "radionicama", događaji koji su se zvali bili su poznati kao "vilinski krugovi", i bavili su se različitim temama kao što su masaža, prehrana, lokalna botanika, iscjeliteljska energija, politika nadahnuća homoseksualaca, engleski country ples i autofelacija. Okupljeni su sudjelovali u spontanim ritualima, zazivajući duhove i izvodeći blagoslove i napjeve,  dok je većina sudionika odbacila većinu odjeće, umjesto toga nosila perje, perle i zvona i ukrašavala se duginim šminkom. Mnogi su izvijestili kako osjećaju promjenu svijesti tijekom događaja, što je jedna osoba tamo opisala kao "četverodnevno putovanje na LSD-u - bez LSD-a!". Posljednje večeri skupa sastavili su izvedbu simetrikona, Burnsideovog izuma, dok je Hay održao oproštajni govor.

### Rast, trvenja i podjela: 1979. – 80.
Nakon što su se Hay i ostali vratili u Los Angeles, primili su poruke zahvale od različitih sudionika, od kojih su mnogi pitali kada će biti sljedeće Faerie okupljanje. Hay je odlučio osnovati vilinski krug u Los Angelesu, koji bi se sastajao u njihovoj kući, a koji je postao poznat kao "Faerie Central", posvetivši pola svog vremena ozbiljnoj raspravi, a drugu polovicu rekreaciji, posebno engleskom plesu u krugu. Kako su se više pridruživali krugu, počeli su se sastajati u Prvoj prezbiterijanskoj crkvi zapadnog Hollywooda, a zatim u masliniku na vrhu brda u parku Barnsdall; no bilo im je teško dobiti istu promjenu svijesti koja je bila prisutna na seoskom okupljanju. Skupina je počela raspravljati u što se razvija vilinski pokret; Hay ih je ohrabrio da se upuste u politički aktivizam, koristeći marksizam i njegovu teoriju svijesti subjekt-SUBJEKT kao okvir za provođenje društvenih promjena. Drugi su, međutim, željeli da se pokret usredotoči na duhovnost i istraživanje psihe, odbijajući politiku kao dio "heteroseksualnog svijeta". Još jedno sporno pitanje bilo je oko toga što je činilo "vilu"; Hay je imao idealiziranu sliku onoga što netko s "homoseksualnom sviješću" misli i kako se ponaša te je odbio neke potencijalne članove Kruga jer se nije slagao s njihovim stavovima. Jedan potencijalni član, redatelj homoseksualnog kazališta John Callaghan, pridružio se krugu u veljači 1980., ali ga je Hay ubrzo izbacio nakon što je izrazio zabrinutost zbog neprijateljstva prema heteroseksualcima.
Drugo Faerie okupljanje održalo se u kolovozu 1980. u parku Estes blizu Boulder-a u Koloradu. Dvostruko duži i gotovo dvostruko veći od prvog, postao je poznat kao Faery Woodstock. Također je pokazivao sve veći utjecaj američkog poganskog pokreta, jer su Faeries u svoje prakse ugrađivali elemente Evansovog Witchcraft and the Gay Counterculture i Starhawkov Spiralnog plesa.  Na tom je skupu Dennis Melba'son predstavio šal koji je stvorio s heklanim prikazom božanstva Cernunnos iz željeznog doba sjeverozapadne Europe; šal je postao važan simbol vila i slao se od okupljanja do okupljanja tijekom sljedećih desetljeća. Tamo je Hay javno otkrio želju osnivačkog trojca za stvaranjem trajne rezidencijalne zajednice Faerie, u kojoj bi mogli uzgajati vlastite usjeve i tako živjeti samoodrživo. Ovaj bi projekt uključivao osnivanje neprofitne korporacije za kupnju imovine pod zajedničkim zemljišnim fondom sa statusom oslobođenja od poreza. Djelomično ih je nadahnuo već postojeći gay kolektiv u ruralnom Tennesseeju, Short Mountain. Okupljanju je također prisustvovao sve veći broj muškaraca izvan Amerike, posebno Kanade, ali i iz Australije, Norveške, Francuske i Njemačke, od kojih su se mnogi vratili u svoje zemlje porijekla da bi osnovali vilinske komune, poput Wellington Boot, Common Ground itd. u Australiji.
Između Haya i Walkera postojao je određeni antagonizam, zbog Walkerove brige o rješavanju problema nesvjesne moći, "sjene", u njegovoj omiljenoj jungovskoj psihološkoj orijentaciji; Walker je analitičku psihologiju smatrao središnjom za njegov svjetonazor i vjerovao je da se ona može koristiti za pomoć homoseksualnom pokretu, dok ju je Hay prezirao. Kako je Los Angeles Circle rastao, Kilhefnera je također iznervirao Hay zbog tendencije potonjeg da dominira u razgovorima kako u krugu tako i izvan njega, kao i zbog njegovog prozelitskog stava. Godine 1980. Walker je, frustriran Hayovom dominantnom osobnošću, na periferiji oformio "vilinsku fašističku policiju" za borbu protiv "vilinskog fašizma" i "otkazivanja moći" unutar vila. Posebno je ciljao Haya: "Regrutovao sam ljude da špijuniraju Harryja i vide kad manipulira ljudima, kako bismo mogli poništiti njegovo potkopavanje scene." 
Na zimsko okupljanje u južnom Oregonu 1980. godine, namijenjeno raspravi o stjecanju zemljišta za vilinsko svetište, Walker je doveo svog bliskog prijatelja Chrisa Kilbournea, a dvojica članova, Sai i David, doveli su Iona. Hay, Kilhefner i Burnside bili su ogorčeni zatvorenim krugom i ponašali su se kao da Kilbourne i Ion ne postoje, što je za njih užasno teška situacija, pogotovo jer je deset ljudi bilo zatvoreno u maloj kući po kiši koja je padala, šest dana. Konačno, Kilbourne nije mogao podnijeti licemjerje trojice vođa i suočio se s Harryjem oko dinamike moći unutar kruga jezgre. U sukobu koji je uslijedio ključni krug se rascijepio. Planovi za kopneno svetište zastali su i formirao se zaseban krug. Ključni krug pokušao se pomiriti, ali na sastanku koji je postao poznat kao "Krvava nedjelja", Kilhefner je dao otkaz, optužujući Haya i Burnsidea za "prekidanje moći", zajedno s Walkerom. Walker i Kilhefner osnovali su novu homoseksualnu duhovnu skupinu sa sjedištem u Los Angelesu nazvanu Treeroots koja je promovirala oblik ruralne homoseksualne svijesti povezan s jungovskom psihologijom i ceremonijalnom magijom. Međutim, usprkos podjeli među osnivačima, pokret radikalne vile nastavio je rasti, uglavnom kao rezultat njegove antiautoritarne strukture, s tim da mnogi sudionici nisu bili svjesni sukoba u vezi s odricanim moći Walker i Kilbourne također su nastavili biti uključeni u okupljanja u Južnoj Kaliforniji dugi niz godina, povremeno nudeći radionice o problemu Sjene, izazivajući kontroverzu zbog poteškoća mnogih sudionika u njihovoj poruci. Pokušaj isključivanja Walkera i Kilbournea bio je kontroverzan u ranim 1990-ima i do danas su neki pojedinci, uključujući Kilhefnera, pokušali izbrisati Walkera iz njegove ključne uloge u izvornim organizacijskim naporima. I samog Haya i dalje su dočekivali na skupovima, pri čemu su ga u očima nekih ljudi vidjeli kao starijeg državnika, a u drugima pokroviteljsku maskotu.

### Nastavak rasta: 1981.-danas
Prvo Faerie okupljanje u Australiji održano je u siječnju 1981. godine na Whole Earth Dream Farm Tonyja Newmana u blizini Ourimbahe (osnovano 1974. godine), nadahnuto izvješćima o drugom okupljanju Faerieja u Coloradu od strane RFD-a, a održano je zajedno sa Sydneyjevim Gay Men Rapom, iako ovo prvo okupljanje nije generiralo nikakvu trajnu vilinsku aktivnost. Sljedeće i nepovezano Faerie okupljanje održano je 9. – 12. travnja 1982. u Mandali, homoseksualnoj duhovnoj općini koju je David Johnstone osnovao u blizini Ukija na sjeveru NSW-a 1974. godine. Ovo drugo okupljanje uključivalo je Faeries koji su prisustvovali drugom i trećem okupljanju u Sjedinjenim Državama, što je dovelo do kontinuiranog rasta Radikalnih Vila u Australiji i ponovljenih pokušaja uspostavljanja Faerie komuna, kao što je Common Ground (dolina rijeke Clarence), i na kraju tekuća komuna Faerieland, blizu Nimbina, NSW.
Vođeni Micom Kindman, Lloydom Fairom, Cass Brayton i Willom Roscoeom, San Francisco Faerie Circle osnovali su neprofitnu korporaciju pod imenom NOMENUS (različito se tumače kao "Nema nas ljudi", "Nema prijetnje" i "Ne" Izbornici "), podržao Hay. Prikupili su dovoljno novca za polog na nekom zemljištu s okupljanja u Napi 1983. godine, međutim odlučili su se protiv formiranja samodostatne zajednice, umjesto da odluče kupiti manji komad zemlje koji bi nekoliko stanara moglo smjestiti i u kojem bi se moglo smjestiti redovita okupljanja. 1987. godine kupili su farmu Magdalene – imanje od 80 hektara u blizini Grant's Passa u Oregonu – od Georgea Jalberta, koji se bezuspješno nadao da će tamo uspostaviti vlastitu ruralnu gay komunu tijekom prethodnog desetljeća.
Tijekom 1980-ih radikalni vilinski pokret širio se iz Sjedinjenih Država i okupljao se u Kanadi, Australiji, Ujedinjenom Kraljevstvu i Italiji kao i Folleterre u Francuskoj.
Black Leather Wings organizacija je za duhovnu gay kulturu kože, udružena s radikalnim vilama. San Francisco South of Market Leather History Alley uključuje brončane otiske čizama kojima se odaje počast 28 ljudima važnim za lokalne zajednice kože, uključujući Marka Thompsona, suosnivača organizacije Black Leather Wings, i Alexisa Sorela, člana Black Leather Wings-a.

## Svetišta i okupljanja
Seosko zemljište ili urbane zgrade u kojima se vile okupljaju kako bi živjele zajedničkim životom nazivaju se svetištima, koja s vremena na vrijeme mogu biti domaćin skupova.

## Kulturni utjecaj
Sudionici vilinskih okupljanja 1979. pomogli su uspostaviti Sestre trajnog prepuštanja u San Franciscu iste godine.

Krajem 1990-ih Faeries je održao New York City Drag March, aktivistički događaj održan u petak prije sponzoriranog njujorškog marša ponosa. Drag marš započeo je 1994. godine kao odgovor na pokušaje zabrane kože i drag tijekom svečanosti obilježavanja 25. godišnjice Stonewallskih nereda.
Epizoda Queer as Folk "Zauzmite se za sebe" sadrži priču u kojoj likovi Emmett i Michael prisustvuju seoskom okupljanju kako bi otkrili svoju "unutrašnju vilu".
Vile su utjecale na film Shortbus Johna Camerona Mitchella iz 2006., uključujući i uloge umjetnika performansa Justina Vivian Bonda.
Taylor Mac poziva se na "Radical Faerie reality ritual" tijekom izvedbi.

## Poveznice
- LGBT teme u mitologiji
- Religija i LGBT osobe
- Running Water Farm, mjesto nekoliko Faerie okupljanja između 1978. i 1989
- Subjekt-SUBJEKT svijest, koncept predložio Harry Hay
- Stavovi modernih pagana o LGBT osobama

### Časopisi
- R.F.D.,  Radical Faerie Digest
- White Crane, časopis gejske mudrosti i kulture

## Napomene
1. ↑  Hay and others switched to the older spelling, "faeries", after 1979. 
Harry Hay (1996) Radically Gay: Gay Liberation in the Words of its Founder, edited by Will Roscoe.

## Vanjske poveznice
- RadFae, web portal for Faerie-related resources including local circles  Arhivirana inačica izvorne stranice od 12. studenoga 2020. (Wayback Machine)
- Beginnings of a movement, personal recollections from men involved in early days of the Faeries (and the Sisters)
- Faerie Tales (1992) documentary short by Philippe Roques
- Radical Faeries at the Short Mountain Sanctuary (2006) StoryCorps segment for Nashville Public Radio